# 查谟县
查谟县（Jammu District）为印控克什米尔西南边境县，北面与拉朱里縣（Rajouri）接壤，东面与乌德汉普尔（Udhampur）、卡图瓦县（Kathua）相连，西南毗邻巴控克什米尔省。查谟全县面积3,097平方公里，共有1,588,772人（2001年普查），人口识字率77.02%（2001年普查）。主要人口为印度教徒，少部分为巴控克什米尔省逃亡人员。全县下辖5个乡（tehsil）。